# National Board of Review Awards 2009
L'81ª edizione dei National Board of Review Awards si è svolta il 12 gennaio 2010.
I vincitori sono stati annunciati il 3 dicembre 2009.

## Classifiche

### Migliori dieci film
- Star Trek, regia di J. J. Abrams
- The Hurt Locker, regia di Kathryn Bigelow
- A Serious Man, regia di Joel ed Ethan Coen
- Up, regia di Pete Docter e Bob Peterson
- Invictus - L'invincibile (Invictus), regia di Clint Eastwood
- Nel paese delle creature selvagge (Where the Wild Things Are), regia di Spike Jonze
- Oltre le regole - The Messenger (The Messenger), regia di Oren Moverman
- An Education, regia di Lone Scherfig
- Bastardi senza gloria (Inglourious Basterds), regia di Quentin Tarantino
- (500) giorni insieme ((500) Days of Summer), regia di Marc Webb

### Migliori film stranieri
- Le tre scimmie (Üç maymun), regia di Nuri Bilge Ceylan
- Il nastro bianco (Das weiße Band - Eine deutsche Kindergeschichte), regia di Michael Haneke
- Avaze gonjeshk-ha, regia di Majid Majidi
- Affetti & dispetti (La nana), regia di Sebastián Silva
- Revanche - Ti ucciderò (Revanche), regia di Götz Spielmann

### Migliori documentari
- Crude, regia di Joe Berlinger
- The Most Dangerous Man in America: Daniel Ellsberg and the Pentagon Papers, regia di Judith Ehrlich e Rick Goldsmith
- Food, Inc., regia di Robert Kenner
- Burma VJ: Reporter i et lukket land, regia di Anders Østergaard
- Good Hair, regia di Jeff Stilson

### Migliori film indipendenti
- Goodbye Solo, regia di Ramin Bahrani
- District 9, regia di Neill Blomkamp
- Sugar, regia di Anna Boden e Ryan Fleck
- Amreeka, regia di Cherien Dabis
- Two Lovers, regia di James Gray
- In the Loop, regia di Armando Iannucci
- Moon, regia di Duncan Jones
- Me and Orson Welles, regia di Richard Linklater
- Humpday - Un mercoledì da sballo, regia di Lynn Shelton
- Julia, regia di Érick Zonca

## Premi
- Miglior film: Tra le nuvole (Up in the Air), regia di Jason Reitman
- Miglior film straniero: Il profeta (Un prophète), regia di Jacques Audiard
- Miglior documentario: The Cove - La baia dove muoiono i delfini (The Cove), regia di Louie Psihoyos
- Miglior attore: George Clooney (Tra le nuvole) ex aequo Morgan Freeman (Invictus - L'invincibile)
- Miglior attrice: Carey Mulligan (An Education)
- Miglior attore non protagonista: Woody Harrelson (Oltre le regole - The Messenger)
- Miglior attrice non protagonista: Anna Kendrick (Tra le nuvole)
- Miglior cast: È complicato (It's Complicated), regia di Nancy Meyers
- Miglior performance rivelazione maschile: Jeremy Renner (The Hurt Locker)
- Miglior performance rivelazione femminile: Gabourey Sidibe (Precious)
- Miglior regista: Clint Eastwood (Invictus - L'invincibile)
- Spotlight Award per il miglior regista esordiente: Duncan Jones (Moon) ex aequo Oren Moverman (Oltre le regole - The Messenger) ex aequo Marc Webb ((500) giorni insieme)
- Miglior film d'animazione: Up, regia di Pete Docter e Bob Peterson
- Miglior sceneggiatura originale: Joel ed Ethan Coen (A Serious Man)
- Miglior sceneggiatura non originale: Jason Reitman e Sheldon Turner (Tra le nuvole)
- Premio speciale per il filmmaking: Wes Anderson (Fantastic Mr. Fox)
- Premio William K. Everson per la storia del cinema: Jean Picker Firstenberg
- Premio per la libertà di espressione:
  - Burma Vj - Cronache da un paese blindato (Burma VJ: Reporter i et lukket land), regia di Anders Østergaard
  - Invictus - L'invincibile, regia di Clint Eastwood
  - The Most Dangerous Man in America: Daniel Ellsberg and the Pentagon Papers, regia di Judith Ehrlich e Rick Goldsmith